# Distrikt Palca (Huancavelica)
Der Distrikt Palca liegt in der Provinz Huancavelica in der Region Huancavelica im Südwesten von Zentral-Peru. Der Distrikt wurde am 8. Juni 1959 gegründet. Er besitzt eine Fläche von 80,9 km². Beim Zensus 2017 wurden 2094 Einwohner gezählt. Im Jahr 1993 lag die Einwohnerzahl bei 3806, im Jahr 2007 bei 3467. Sitz der Distriktverwaltung ist die 3527 m hoch gelegene Ortschaft Palca mit 663 Einwohnern (Stand 2017). Palca befindet sich 14,5 km nördlich der Provinz- und Regionshauptstadt Huancavelica.

## Geographische Lage
Der Distrikt Palca liegt im ariden Andenhochland zentral in der Provinz Huancavelica. Die Längsausdehnung in SSW-NNO-Richtung beträgt 13,5 km, die maximale Breite liegt bei 9 km. Der Río Pallca, ein linker Nebenfluss des Río Ichu, durchquert den Distrikt in nordöstlicher Richtung.
Der Distrikt Palca grenzt im Süden an den Distrikt Ascensión, im Westen und im Norden an den Distrikt Huando, im Osten an den Distrikt Acoria sowie im äußersten Südosten an den Distrikt Huancavelica.